# Fallen (mini-série)
Pour les articles homonymes, voir Fallen.
Fallen est une mini-série américaine en trois épisodes de 82 minutes, créée par Mikael Salomon et Kevin Kerslake d'après un roman de Thomas E. Sniegoski et diffusée entre le 23 juillet 2006 et le 5 août 2007 sur ABC Family.
En France, la mini-série a été diffusée en 2009 sur Sci Fi puis le 23 octobre 2009, le 25 décembre 2011 sur NRJ 12 et le 28 décembre 2012 ainsi que le 22 juin 2013 sur NT1.

## Synopsis
Le jour de ses 18 ans, Aaron Corbett découvre qu'il est un Nephilim, c'est-à-dire le fruit de l'union d'un ange déchu (ange qui s'était retourné contre Dieu) et d'une humaine.

## Distribution

### Acteurs principaux
- Paul Wesley (VF : Axel Kiener) : Aaron Corbett
- Chelah Horsdal (VF : Dorothée Jemma) : Lori Corbett
- Fernanda Andrade (pt) (VF : Olivia Luccioni) : Vilma Rodriguez
- Rick Worthy (en) (VF : Bruno Henry) : Camael, un Archange
- Hal Ozsan (VF : Boris Rehlinger) : Azazel
- Will Yun Lee (VF : Serge Faliu) : Mazarin
- Tom Skerritt (VF : Bernard Tiphaine) : Zeke
- Elizabeth Lackey (VF : Véronique Desmadryl) : Verchiel
- Bryan Cranston (VF : Philippe Catoire) : Lucifer
- Peter Williams : Kolazonta

Photos des acteurs principaux
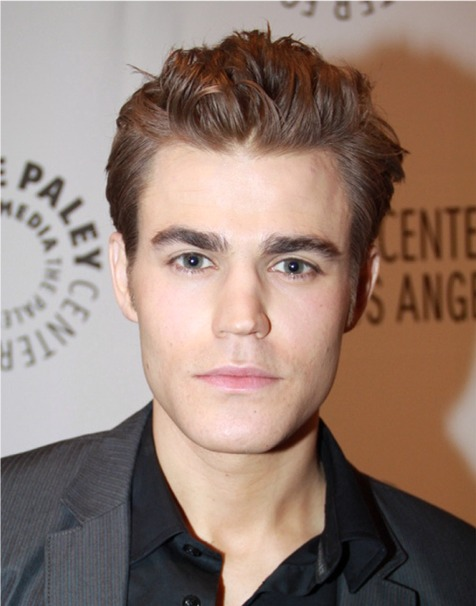
Paul Wesley interprète Aaron Corbett
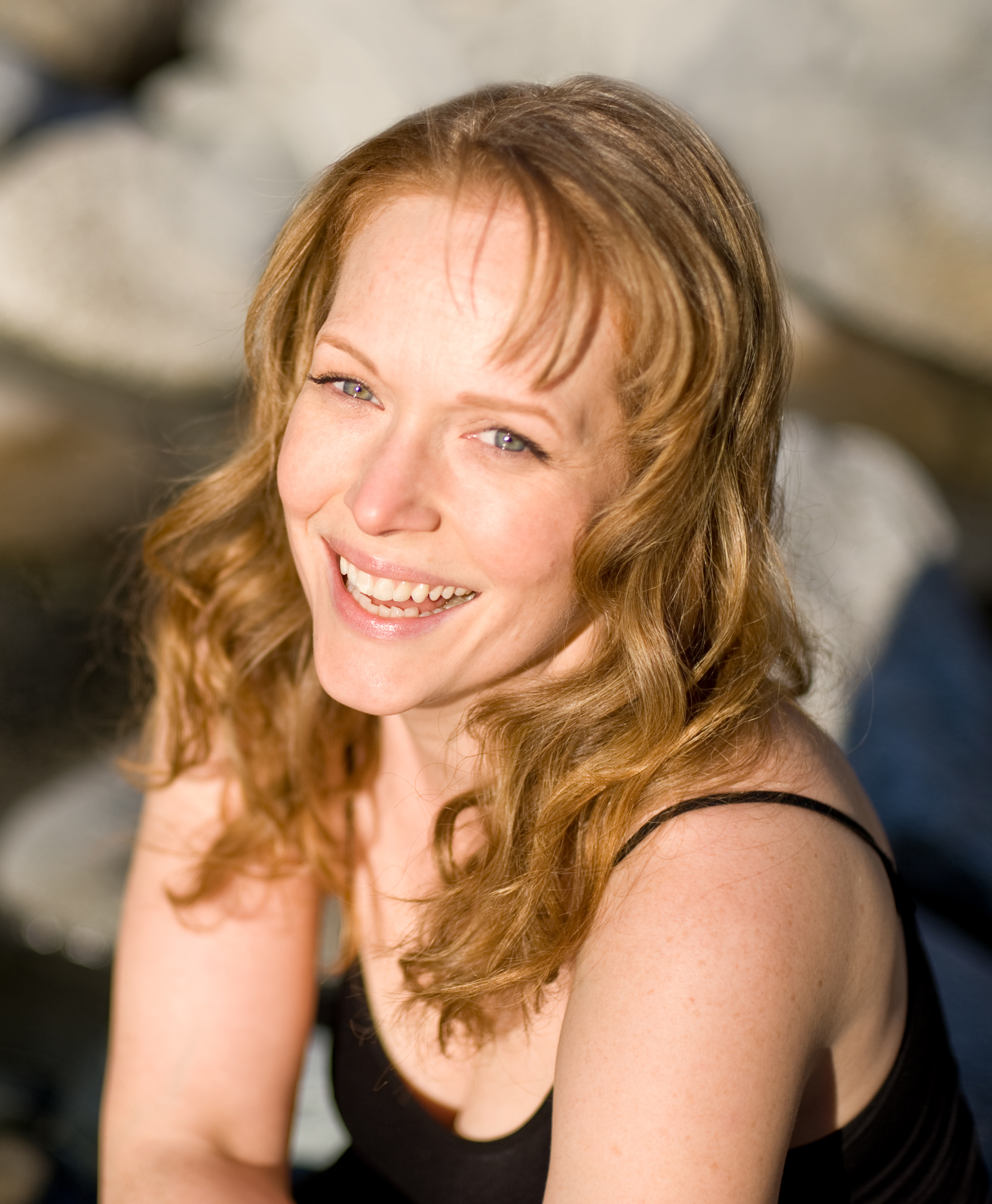
Chelah Horsdal interprète Lori Corbett
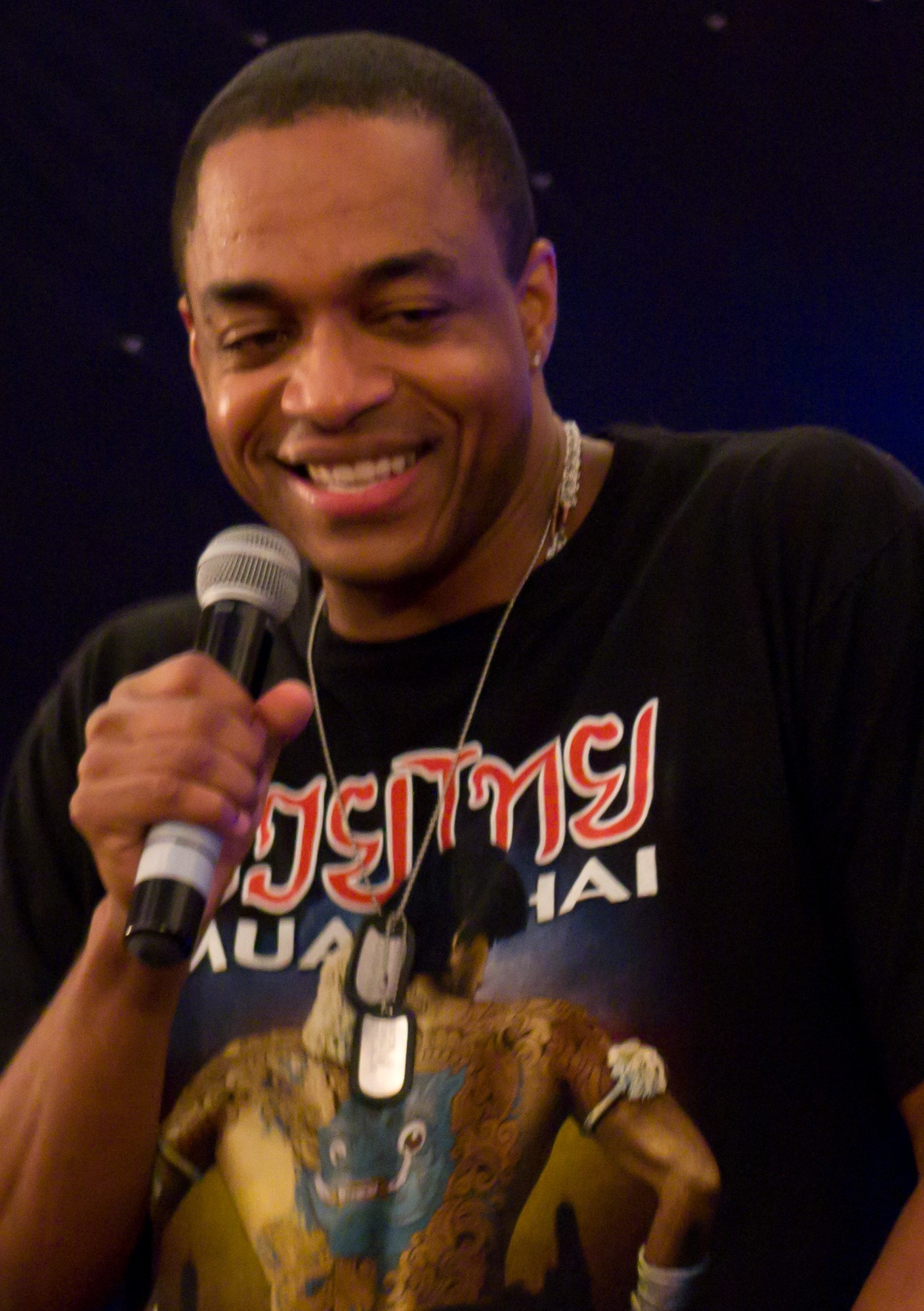
Rick Worthy interprète Camael
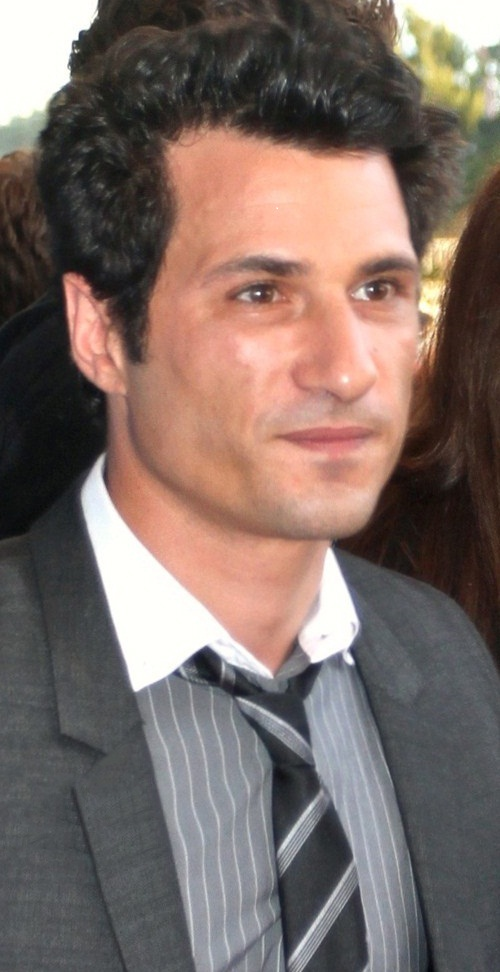
Hal Ozsan interprète Azazel
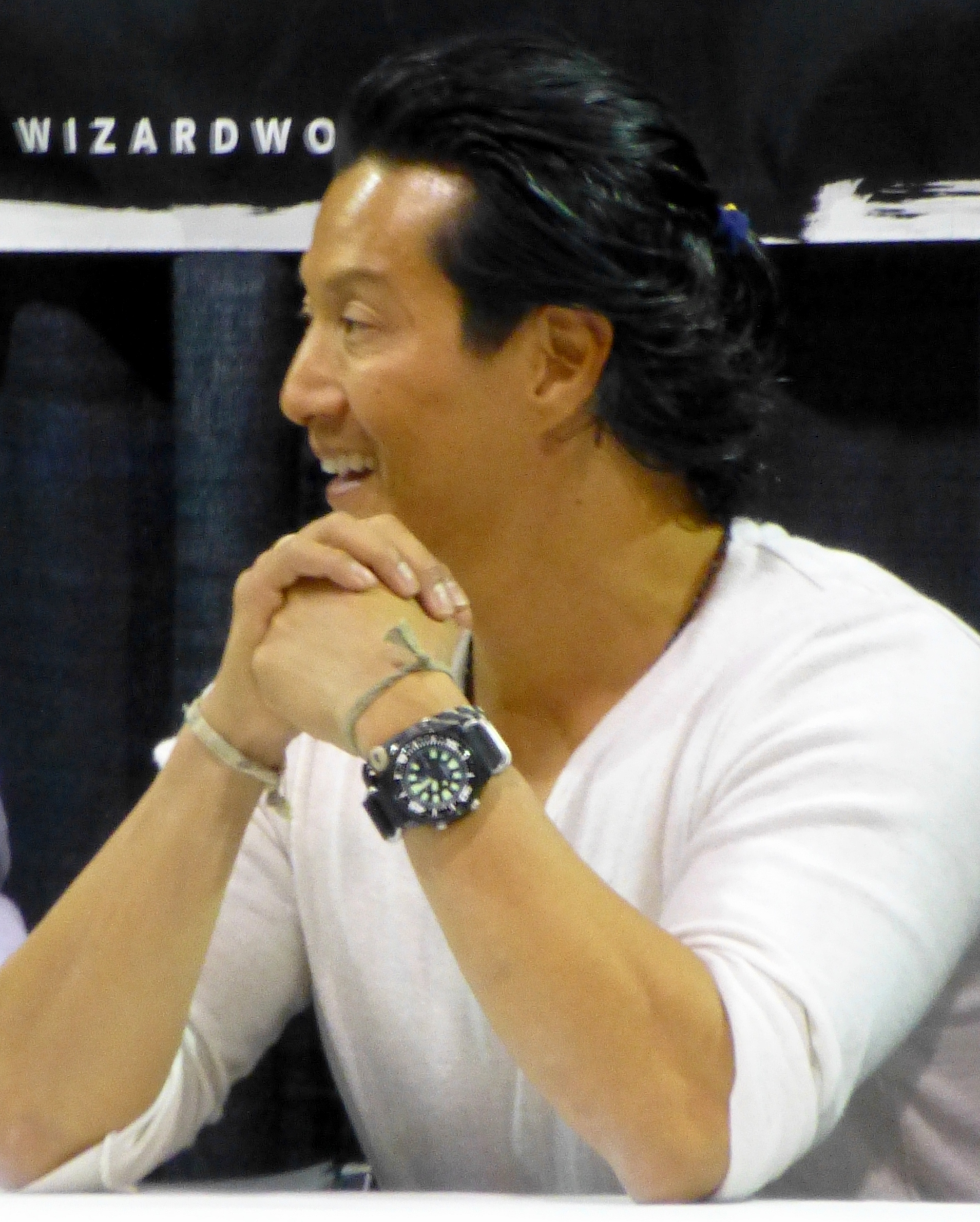
Will Yun Lee interprète Mazarin
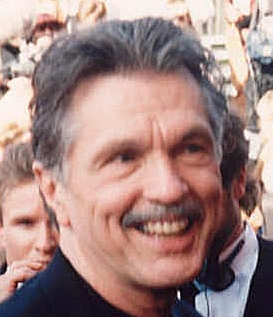
Tom Skerritt interprète Zeke
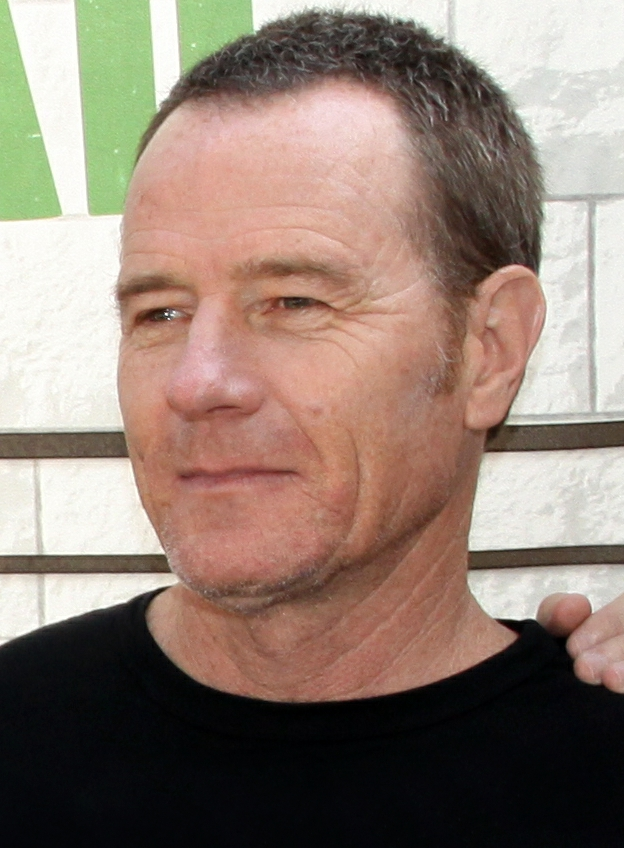
Bryan Cranston interprète Lucifer
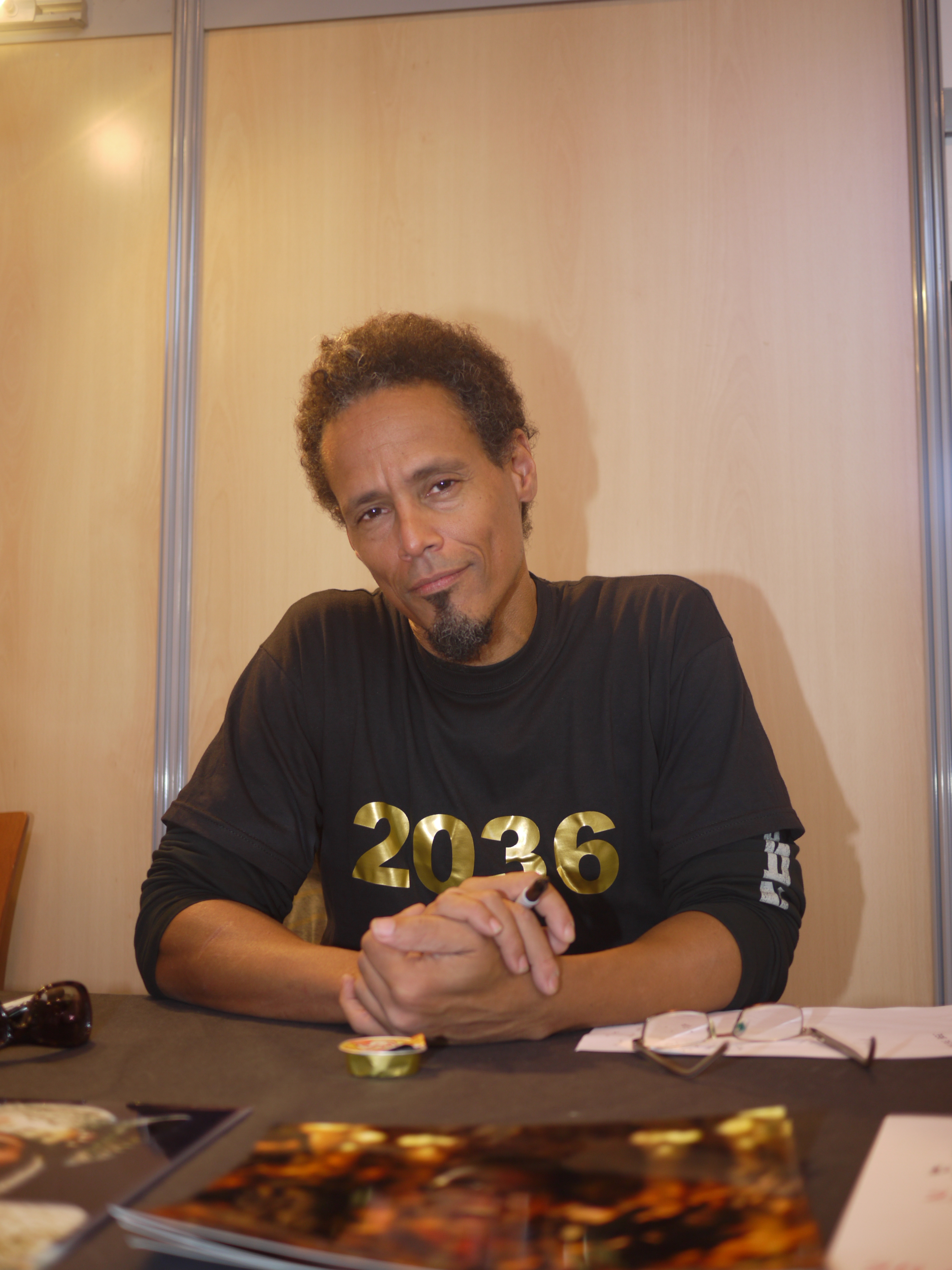
Peter Williams interprète Kolazonta

### Acteurs secondaires
- Russell Porter (VF : Maurice Decoster) : Tom Corbett
- Alex Ferris : Stevie Corbett
- Rade Serbedzija (VF : Patrice Dozier) : Dr Lukas Grasic
- Jesse Hutch : Peter Lockhart
- Byron Lawson : Kushiel
- Malcolm Stewart (en) : Dr Michael Jonas
- Carmen Lavigne : sœur de Zeke
- Doolittle (VF : Cédric Dumond) : Gabriel, le chien qui parle
- Ivana Miličević (VF : Laura Préjean) : Ariel
- Natassia Malthe : Gadreel
- Jennifer Kitchen
- Matt Ward : Rob
- Rhys Williams
- Paul Wu : Raziel
- Ty Olsson (VF : Gilles Morvan) : Hawkins
- Byron Mann (VF : Fabien Jacquelin) : Samchiel
- Kwesi Ameyaw : le policier
- Sharon Canovas : cousin de Vilma
- Stuart Cowan : David Brady

## Production
Le projet sous forme de téléfilm a débuté en juillet 2005. Le casting a débuté un mois plus tard avec l'embauche de Paul Wesley, Elizabeth Lackey, Rick Worthy et Fernanda Andrade. Plus tard en avril 2006, le projet est devenu une mini-série de six heures.
En décembre 2006, Bryan Cranston, Ivana Milicevic, Hal Ozsan et Will Yun Lee décrochent des rôles pour les deux dernières parties, diffusées les 4 et 5 août.

## Épisodes

### Épisode 1:Le Néphilim
- États-Unis : 23 juillet 2006 sur ABC Family

### Épisode 2:Le Rédempteur
- États-Unis : 4 août 2007 sur ABC Family

### Épisode 3:L'Astre de lumière
- États-Unis : 5 août 2007 sur ABC Family

## Distinctions

### Nominations
- Golden Reel Award 2007 : Meilleur montage sonore
- Saturn Award 2008 : Best Presentation on Television